# NGC 3726
NGC 3726 je spirální galaxie s příčkou v souhvězdí Velké medvědice. Objevil ji William Herschel 5. února 1788. Od Země je vzdálená přibližně 44 milionů světelných let
a je členem skupiny galaxií M 109. Na obloze leží přibližně 2° jihozápadně od hvězdy Alkafzah (χ UMa), která má hvězdnou velikost 3,7.
Je viditelná i malými dalekohledy.